# Pobre rico
Pobre rico, est un feuilleton télévisé chilien diffusé en 2012 par TVN.

## Distribution

### Acteurs principaux
| Acteur/Actrice     | Personnage                                                              |
| ------------------ | ----------------------------------------------------------------------- |
| Simón Pesutic      | Freddy "El Rucio" Pérez Rivas/Freddy "El Rucio" Cotapos Donoso          |
| Alonso Quinteros   | Nicolás Cotapos Donoso"Cara de Toni"/Nicolás "Cara de Toni" Pérez Rivas |
| Carolina Arregui   | Eloísa Rivas de Cotapos "La Kuki", ex de                                |
| Francisco Reyes    | Máximo Cotapos                                                          |
| Amparo Noguera     | Virginia Donoso de Deem, ex de Cotapos                                  |
| Mauricio Pesutic   | Juan Carlos Pérez "El Chuchoca" / Gastón Gómez                          |
| Susana Hidalgo     | Julieta Cotapos Donoso                                                  |
| Álvaro Espinoza    | Luis Felipe Tagle                                                       |
| Katyna Huberman    | Rosa "Rosita" Lagos                                                     |
| Gabriela Hernández | Sonia "Sonita" Hundurraga                                               |
| Roberto Prieto     | César Parra "Care Ñafle / Tio Petaca"                                   |
| Magdalena Müller   | Claudia Lagos                                                           |
| Valentina Carvajal | Martina Guzmán de Pérez/Martina Guzmán de Cotapos                       |
| Francisco Puelles  | Rodrigo Parra                                                           |
| Teresita Commentz  | Megan Pérez Rivas                                                       |

### Participations spéciales
| Acteur/Actrice        | Personnage                                   |
| --------------------- | -------------------------------------------- |
| Elvis Fuentes         | Ramiro, chofer de los Cotapos                |
| Patricio Ossa         | Brayathan                                    |
| Hugo Vásquez          | Psicólogo Familiar                           |
| Silvia Santelices     | Sara García-Huidobro                         |
| Sebastián Goya        | Mario Williams                               |
| Francisca Lewin       | Tina, amiga de Mario                         |
| Ignacio Verdugo       | Dr. Schulz                                   |
| Jaime Omeñaca         | Jorge "El Anaconda" Galdames                 |
| Loreto Ayala          | Eugenia Areasola                             |
| Pedro Rivadeneira     | Gonzalo Rojas                                |
| Nicolás Poblete       | Cristián Bascuñan                            |
| Ariel Mateluna        | Jorge Galdames Jr.                           |
| Juan Pablo Bastidas   | Juan Alfonso Lira                            |
| Andrea Zuckermann     | Sasha Levío, fotografa de Martina            |
| Bárbara Lama          | Sandra "Sandrita" Gonzaléz                   |
| César Caillet         | Alex Garrido                                 |
| Ramón Llao            | Julio "El Loco" Ramos                        |
| Fernando Kliche       | Johnny Deem "El Gringo"                      |
| Otilio Castro         | Oscar "Cachito" Muñoz                        |
| María Paz Grandjean   | Ibeth Juárez "Furia Mexicana"                |
| Mireya Sotoconil      | Marta Núñez, Vecina de Eloísa                |
| Lucía Covarrubias     | Diosa, Amiga de Rodrigo                      |
| Nathalie Dujovne      | Pamela Matamala                              |
| Carolina Vargas       | Susana Peñaloza                              |
| Tichi Lobos           | Josie Valdes                                 |
| María Gonzaléz        | Elcita, vecina de Virginia                   |
| Marina Salcedo        | Kimberly Suason Suason                       |
| Francisca Concha      | Erika Fuentes                                |
| Mónica Illanes        | Pamela Soto, Apoderada colegio de Nicólas    |
| Paulina Eguiluz       | Soledad Martínez, Asistente social           |
| Tomás Martic          | Fifo                                         |
| Piero Romano          | Topo Errazuriz                               |
| Marcelo Valdivieso    | Profesor Queirolo                            |
| Adrián Salgado        | Chamán Brasilero                             |
| Karla Melo            | Denisse Lagos                                |
| Daniel Antivilo       | Apoderado Curso de Nicólas                   |
| Margarita Llanos      | Profesora de Megan                           |
| Barbara Mundt         | Jueza                                        |
| Catalina Vera         | Boxeadora                                    |
| Carla Jimenéz         | Nora Toro                                    |
| Andrés Pozo           | Cirujano                                     |
| Gabriel Sepúlveda     | Inspector                                    |
| Lucky Buzzio          | Detective                                    |
| Gabrio Cavalla        | Miembro del Holding                          |
| Camilo Polanco        | Miembro del Holding                          |
| Claudio Andía         | Amigo de Juan Carlos                         |
| Vladimir Huaiquiñir   | Guardia del Condominio                       |
| Nataly Masinari       | ¿?                                           |
| ¿?                    | Richard Peña                                 |
| ¿?                    | Danilo Soto                                  |
| Jean Philippe Cretton | El Mismo                                     |
| Macarena Tondreau     | Ella Misma / Présentatrice de la Téléréalité |

## Diffusion internationale
| Pays ou Région  | Chaîne   | Titre      |
| --------------- | -------- | ---------- |
| Chili           | TVN      | Pobre rico |
| Amérique latine | TV Chile | Pobre rico |
| Europe          | TV Chile | Pobre rico |
| Équateur        | Télérama | Pobre rico |